# Río Ariguaní
El río Ariguaní [aɾiɣwaˈni] es un río en la región del Caribe, al norte de Colombia, que nace en la Sierra Nevada de Santa Marta en jurisdicción del municipio de Pueblo Bello. El Ariguaní es un afluente del río Cesar y fluye de norte a sur hacia los municipio de El Copey, Algarrobo, San Ángel, Bosconia, Ariguaní y El Paso, donde desemboca. El río Ariguaní es también una frontera natural y política entre los departamentos de Cesar y Magdalena.